# Ossiotr
L'Ossiotr - (rus) Осётр - és un riu de Rússia, afluent per la dreta de l'Okà, i pertanyent a la conca hidrogràfica del Volga.

## Geografia
El seu curs té una llargària de 228 km i ocupa una conca de 3.480 km². L'Ossiotr es glaça de novembre a la primera quinzena d'abril generalment. Neix al nord de l'óblast de Tula, no gaire lluny de Iasnogorsk i flueix sinuós per un paisatge agrícola cap a l'est. Al nord-est de Venkhov arriba a l'óblast de Moscou.
Després de travessar Serébrianie Prudí, arriba uns kilòmetres després a la frontera de l'óblast de Riazan. Aquí canvia la seva direcció al nord, marcant la frontera entre les dues óblasts, fins que 10 km al sud de Zaraisk entra completament a l'óblast de Moscou. El riu arriba a Zaraisk per l'oest. Discorre pel sud-est de l'óblast en direcció nord fins que conflueix amb l'Okà a uns 14 km per damunt de Kolomna.